# 裴珣
裴珣（?—?），又作裴恂，唐朝绛州闻喜县（今山西省运城市闻喜县）人，裴宽的儿子，一作裴宽的弟弟。

## 生平
裴宽兄弟八人，都是明经及第，入台省、担任刺史的有五人。裴宽去世之后，裴珣为河内郡太守。安禄山造反，因为他正在为父亲守丧，将投奔京城，恐连累其母，于是去河东节度诉说诚心而离去。后为母丁忧，又陷入史思明之手，授任他担任燕国官职，他让弟弟裴朗秘密奉表疏至上京。唐代宗时，担任左司郎中、兼侍御史、河东道租庸判官。

## 子孙
- 子：裴育，檢校員外郎
  - 孙：裴澡，工部郎中
  - 孙：裴溶
  - 孙：裴濡
- 子：裴漸
- 子：裴脩
- 子：裴靖，舒州刺史